# Božurište
Božurište (bulharsky Божурище) je město ležící v západním Bulharsku, v Sofijské kotlině na severovýchodním úpatí pohoří Ljulin. Je správním střediskem stejnojmenné obštiny a má přes 5 tisíc obyvatel.

## Historie
Historie města je spojena s armádou. V roce 1897 byly na území obce Gurmazovo postaveny stáje pro vojenské koně. Kolem nich se postupně začalo rozrůstat sídlo složené ze soukromých a státních budov. Vesnice byla pojmenována podle divokých pivoněk rostoucích v hojném množství na zdejších lukách. V roce 1906 se u jezdeckých skladů uskutečnil první let balónem v Bulharsku a záhy poté v roce 1912 zde byly postaveny první letištní budovy. V tomtéž roce bylo letiště napojeno na železnici do Sofie. V roce 1914 bylo sem přemístěno ze Sofie polní letiště, které se nacházelo severně od dnešního hlavního nádraží. V srpnu 1915 odtud vzlétlo první bulharské letadlo a o několik měsíců později zde byla zřízena první letecká škola v zemi.
Po porážce Bulharska v první světové válce musela být vojenská letadla zničena, ale letiště bylo nadále využíváno k civilním účelům, především pro přepravu poštovních zásilek. V roce 1925 byla v obci zřízena státní letecká dílna, která vyvíjela a vyráběla letadla. Následujícího roku byla letecká škola přesunuta do Kazanlăku. V roce 1927 odtud začala společnost Bunavad zajišťovat pravidelné osobní lety. V roce 1934 se stala ves sídlem obštiny. V roce 1937 bylo obnoveno bulharské vojenské letectvo a letiště Božurište se stalo základnou jeho první letky, nicméně zůstalo využíváno i pro civilní účely. Letiště hrálo důležitou roli při obraně Sofie během druhé světové války.
V roce 1947 bylo otevřeno nově vybudované sofijské civilní letiště Vražebna. Zároveň byla v dědině Dobroslavci vybudována nová letecká základna vyhovující proudovým letadlům. V roce 1948 bylo letiště předáno organizaci na podporu obrany a v následujících desetiletích bylo využíváno k výcvikovým letům a parašutismu. V padesátých letech také postupně zanikly vojenské stáje. Po uzavření vojenského letiště si město zachovalo vojenský význam, protože se stalo centrem protivzdušné raketové obrany. V roce 1997 bylo Božurište povýšeno na město. V roce 2005 byla letištní plocha prodána soukromé společnosti, ale budova letiště byla v roce 2008 prohlášena kulturní památkou.

## Obyvatelstvo
Ve městě žije 5 974 obyvatel a je zde trvale hlášeno 5 093 obyvatel. Podle sčítání 1. února 2011 bylo národnostní složení následující:
- Bulhaři: 5 273 (98.2 %)
- Romové: 42 (0.8 %)
- Turci: 22 (0.4 %)
- ostatní: 34 (0.6 %)